# Tom Hedelius
Tom Hedelius, född 3 oktober 1939 i Lund, är en svensk företagsledare.
Han har tidigare varit verkställande direktör och styrelseordförande i Svenska Handelsbanken.

## Utbildning
Hedelius blev civilekonom 1965. 

## Karriär
Hedelius blev Handelsbankens VD 1978, då han efterträdde Jan Wallander. 1991 efterträddes han som VD av Arne Mårtensson och övergick till att vara styrelseordförande, en post han behöll till 2001. 2002 blev han ordförande i Industrivärden.
Hedelius har varit ägare i Bergman & Beving, och i avknoppningarna Addtech och Lagercrantz under lång tid, men på senare år har innehavet ökat. I början av 2003 köpte han tillsammans med parhästen Anders Börjesson poster på 114 152 i vart och ett av de tre bolagen. I början av 2004 köpte han ytterligare aktier av storägaren Pär Stenberg och äger nu över 10 procent av rösterna i alla tre bolagen. A-aktierna gav Tom Hedelius och Anders Börjesson drygt 10 procent av rösterna var i Bergman & Beving, och efter avknoppningen av Lagercrantz och Addtech har de samma dominerande position i dessa företag. Tillsammans utgör Tom Hedelius och Anders Börjesson nu en av Stockholmsbörsens mer okända men också mest stabila maktsfärer.  
Han har också haft ett stort antal styrelseuppdrag i andra svenska företag, såsom AGA, Addtech (ordf.), Bahco, B&B Tools (ordf.), Industrivärden(ordf.), LM Ericsson (V.ordf.) , Lagercrantz (ordf.), Le Carbon (ordf.) , Lundbergs, Volvo Personvagnar (V.ordf.) Volvo Trucks (V.Ordf.), Siemens, SCA (ordf.), SAS (V.ordf.), Sandrews (ordf.), Pååls, med flera. 
Tom Hedelius har, tillsammans med Jan Wallander, skapat Jan Wallanders och Tom Hedelius stiftelse, en av Handelsbanksstiftelserna, som delar ut stipendier till samhällsekonomisk forskning. Stiftelsen har bland annat finansierat Jan Wallanders professur i företagsekonomi med särskild inriktning mot redovisning och finansiering vid Handelshögskolan i Stockholm. Han är ekonomie hedersdoktor vid Umeå universitet samt vid Lunds Universitet . Han utsågs av Handelshögskoleföreningen till ledamot i Handelshögskolan i Stockholms direktion, Handelshögskolan i Stockholms högsta verkställande organ, 1999–2007. Han mottog 2005 Ekonomiska forskningsinstitutet vid Handelshögskolan i Stockholms årliga pris, kallat SSE Research Award (tidigare EFI Research Award) till personer som "aktivt bidragit till att skapa goda förutsättningar för forskning inom de administrativa och ekonomiska vetenskaperna".

## Utmärkelser
- SSE Research Award 2005
- H.M._Konungens_medalj, 12:e storleken i Serafimerordens band, 1992

## Familj
Tom Hedelius är son till direktören Curt Hedelius och Brita (född Påhlsson). Gift 1964 med Marianne Ericsson (Folke Ericsson och Ulla Graaf). 3 söner (Henrik, Stefan och Peter)